# Charles Crossland
Charles Crossland (ur. 3 września 1844 w Halifaxie, zm. 9 grudnia 1916 tamże) – angielski mykolog.

## Życiorys
W wieku 13 lat Charles opuścił szkołę, aby pomóc rodzicom w prowadzeniu firmy. Uczył się u rzeźnika. W 1864 r. otworzył własny sklep i ożenił się z Mary Ann Cragg. Mieli czworo dzieci, ale dwoje zmarło we wczesnym dzieciństwie. Również żona zmarła w pięć lat po ślubie. W 1871 r. Charles ożenił się ponownie i z drugą żoną miał dwoje dzieci. W 1873 roku w Halifaxie otworzyli sklep mięsny. W 1890 r. Charles zrezygnował z jego prowadzenia, pozostawiając prowadzenie sklepu wspólnikowi, sam zaś zajął się mykologią i pracą w organizacjach mykologicznych. W 1892 roku został pierwszym sekretarzem Komitetu Mykologicznego Związku Przyrodników w Yorkshire, a w 1907 roku przewodniczącym tego związku. Był członkiem założycielem Brytyjskiego Towarzystwa Mykologicznego, a w 1896 r. został jego pierwszym skarbnikiem. W 1899 r. został członkiem Towarzystwa Linneuszowskiego.

## Praca naukowa
Od 1880 r. zaczął interesować się botaniką. Wstąpił do Towarzystwa Naukowego Halifax, a następnie do Związku Przyrodników w Yorkshire. W 1888 roku, podczas wyprawy na grzyby, Crossland spotkał Georga Edwarda Massee, który zachęcił go do zajęcia się grzybami. Charles szczególnie zainteresował się grzybami z grupy Discomycetes. Zebrał sporą ich kolekcję, w tym nowe, dotąd nieznane gatunki. Był autorem sekcji roślin zarodnikowych w pracy  Flora of the parish of Halifax botanika W.B. Crumpa wydanej w 1004 r. W 1905 r. wspólnie z mykologiem G.E. Masse napisał pracę The Fungus Flora of Yorkshire.
Zbiory grzybów Ch. Crosslanda, jego notatki i rysunki znajdują się w zielniku mykologicznym Kew Gardens.
Opisał kilka nowych gatunków grzybów. W naukowych nazwach utworzonych przez niego taksonów dodawany jest skrót jego nazwiska Crossl. Na cześć Crosslanda nadano nazwy wielu gatunkom grzybów, w tym Clavaria crosslandii Cotton, Ascobolus crosslandii Boud., Octospora crosslandii (Dennis & Itzerott) Benkert.